# Bianca Rinaldi
Bianca Rinaldi született: Bianca de Carvalho e Silva Rinaldi (São Paulo, Brazília, 1974. október 15. –) brazil színésznő. 
Legismertebb szerepe az Isaura a rabszolgalány (Escrava Isaura) főszerepe, amely a Rabszolgasors című sorozat remake-je.

## Élete
São Paulóban, Brazíliában született. Nyolc és tizenhárom éves kora között tornázott. 2005-ben feleségül ment Eduardo Mengához, az egykori profi teniszezőnő Vanessa Menga apjához. Két ikerlányuk született (2009. május 11.) Beatriz és Sophia.

## Pályafutása
Televíziós karrierjét 1990-ben kezdte, amikor beválogatták a Rede Globo Xou da Xuxa show-jába. A műsor 1995-ig tartott, azután karrierjét a brazil színházban folytatta. Számos kritikai elismerést kapott a brazil médiától a munkájáért. 2004-ben megkapta élete eddigi legjelentősebb szerepét az Isaura, a rabszolgalány (Escrava Isaura) sorozatban.

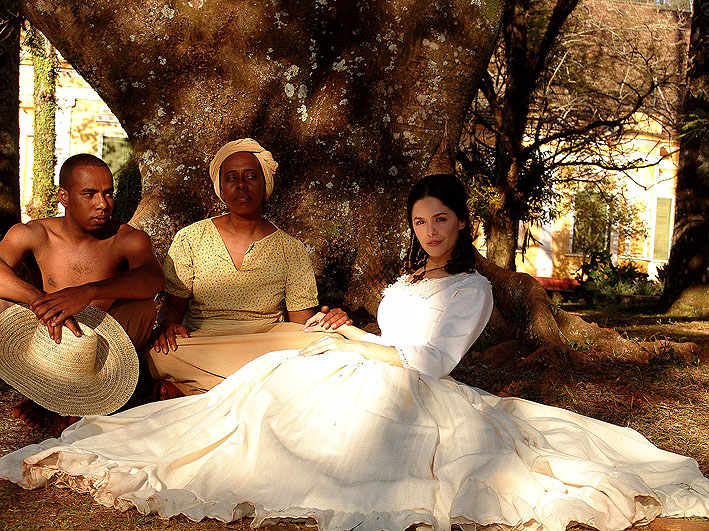
Isaura, a rabszolgalány telenovella 2004-es remake-ben

## Filmográfia

### Sorozatok
Ribeirão do Tempo (2010)
- Os Mutantes - Caminhos do Coração (2008)
- Caminhos do Coração (2007/2008)
- Prova de Amor (2005)[2]
- Isaura, a rabszolgalány A Escrava Isaura (2004)[3]
- Didi Quer Ser Criança (2004)
- A Pequena Travessa (2002)
- Pícara Sonhadora (2001)
- Você Decide (1998)
- Malhação (1995)
- Explode Coração (1995)
- Cara e Coroa (1995)
- Xou da Xuxa (1990)[3]

### Filmek
- An Adventure on time (Uma aventura no tempo) (2007)
- Didi és az édességgyár (Didi quer ser criança) (2004)
- Summer Dream (Sonho de Verão) (1994)
- Crystal Moon (Lua de Cristal) (1990)